# Куп пет нација 1992.
Куп пет нација 1992. (службени назив: 1992 Five Nations Championship) је било 98. издање овог најелитнијег репрезентативног рагби такмичења Старог континента. а 63. издање Купа пет нација.
Турнир је освојила Енглеска. Гордом Албиону је пошло за руком и да други пут за редом освоје Гренд слем

## Учесници
Напомена:
Северна Ирска и Република Ирска наступају заједно.
|   | Селекција                      | Стадион                             | Селектор           |
| - | ------------------------------ | ----------------------------------- | ------------------ |
| 1 | Рагби репрезентација Француске | Парк принчева, Париз (48 718)       | Пјер Бербизиер     |
| 2 | Рагби репрезентација Енглеске  | Стадион Твикенам, Лондон (82 000)   | Џеф Как            |
| 3 | Рагби репрезентација Шкотске   | Стадион Марифилд, Единбург (67 144) | Џим Телфер         |
| 4 | Рагби репрезентација Велса     | Кардиф армс парк, Кардиф (65 000)   | Алан Дејвис        |
| 5 | Рагби репрезентација Ирске     | Ленсдаун роуд, Даблин (48 000)      | Сиаран Фитсеџералд |

## Такмичење

### Прво коло
Ирска - Велс 15-16
Шкотска - Енглеска 7-25

### Друго коло
Енглеска - Ирска 38-9
Велс - Француске 9-12

### Треће коло
Француска - Енглеска 13-31
Ирска - Шкотска 10-18

### Четврто коло
Енглеска - Велс 24-0
Шкотска - Француска 10-6

### Пето коло
Француска - Ирска 44-12
Велс - Шкотска 15-12

## Табела
|   | Селекција                      | ИГ | Д | Н | И | ПД  | ПП  | ПР  | Б |  |
| - | ------------------------------ | -- | - | - | - | --- | --- | --- | - |  |
| 1 | Рагби репрезентација Енглеске  | 4  | 4 | 0 | 0 | 118 | 29  | +89 | 8 |  |
| 2 | Рагби репрезентација Француске | 5  | 2 | 0 | 2 | 75  | 62  | +13 | 4 |  |
| 3 | Рагби репрезентација Шкотске   | 4  | 2 | 0 | 2 | 47  | 56  | -9  | 4 |  |
| 4 | Рагби репрезентација Велса     | 4  | 2 | 0 | 2 | 40  | 63  | 0   | 4 |  |
| 5 | Рагби репрезентација Ирске     | 4  | 0 | 0 | 4 | 46  | 116 | -70 | 0 |  |

| Победник Купа пет нација 1992.                                   |
| ---------------------------------------------------------------- |
| Рагби репрезентација Енглеске 20. титула првака Европе у рагбију |

## Индивидуална стастика
Највише поена
- Џо Веб 63, Енглеска

Највише есеја
- Рори Андервуд 3, Енглеска